# Musculus psoas minor
Der Musculus psoas minor (lat. für „kleiner Lendenmuskel“) ist ein Skelettmuskel der unteren Extremität, genauer der vorderen (ventralen) Schicht der hinteren (dorsalen) Hüftmuskulatur. Beim Menschen ist er inkonstant, je nach Autor ist er bei 30 bis 50 % der Individuen ausgebildet. Er wird funktionell mit dem großen Lendenmuskel (Musculus psoas major) und dem Darmbeinmuskel (Musculus iliacus) zum Lenden-Darmbeinmuskel (Musculus iliopsoas) zusammengefasst.

## Deskriptive Anatomie
Ursprung des kleinen Lendenmuskels sind der zwölfte Brustwirbel- und der erste Lendenwirbelkörper.
Er strahlt mit einer langen Sehne in die Muskelbinde (Fascia iliaca), die ihn gemeinsam mit dem großen Lendenmuskel und dem Darmbeinmuskel umgibt, ein, insbesondere in das bogenförmige Band (Arcus iliopectineus) zwischen dem Leistenband (Ligamentum inguinale) und der Eminentia iliopubica des Schambeins.
Bei vierfüßigen Säugetieren setzt der Muskel unabhängig vom Lenden-Darmbeinmuskel an einem kleinen Höcker (Tuberculum musculi psoas minoris) am Darmbein an.

## Funktionelle Anatomie
Die Wirkung des kleinen Lendenmuskels als Einzelmuskel ist ohne größere Bedeutung auf die Gelenkmechanik. Er bewirkt bei einseitiger Anspannung eine Seitwärtsneigung (Lateralflexion) und bei beidseitiger Anspannung eine Beugung (Inklination) in der Lendenwirbelsäule.
Bei seiner Kontraktion kann er die Fascia iliaca anspannen („Faszienspanner“).

## Klinische Bedeutung
Bei der Hauskatze zeigt sich der Muskel in einer seitlichen Aufnahme des Brustkorbs als Weichteilverschattung, die zu einer scheinbaren Abdrängung des oberen hinteren Lungenrandes von der Wirbelsäule führt.